# Carlos Gamarra
Carlos Alberto Gamarra Pavón (Ypacaraí, 17 febbraio 1971) è un ex calciatore paraguaiano, di ruolo difensore.
Rientra tra i calciatori con più presenze con la maglia del Paraguay (110).

## Caratteristiche tecniche
Era un difensore centrale elegante, bravo nell'anticipo e nel gioco aereo.

## Carriera

### Club
Gamarra cominciò la sua carriera nel Cerro Porteño nel 1991 e vinse il campionato paraguaiano del 1992 con quella squadra. Nel 1992-1993 passò all'Independiente in Argentina, ma vi rimase per poco tempo prima di tornare al Cerro Porteño. La sua prima presenza in nazionale risale al 27 marzo 1993 contro la Bolivia, in una partita persa 2-1. Rimase al Cerro Porteño fino al 1995.
Nel 1995 passò all'Internacional in Brasile, dove crebbe calcisticamente fino ad essere nominato Calciatore paraguaiano dell'anno nel 1997 da parte del quotidiano ABC Color (titolo bissato nel 1998). Passò al Benfica nel campionato portoghese 1997-1998, per poi tornare in Brasile, questa volta al Corinthians.
Alla fine della stagione 1999 passò all'Atlético Madrid, in Spagna. Nel 2000 l'Atletico retrocesse e Gamarra tornò subito in Brasile, al Flamengo. La stagione 2001-2002 fu più fruttuosa per Gamarra, che passò all'AEK Atene in Grecia, disputando 24 partite di campionato e vincendo la Coppa di Grecia.
Dopo i Mondiali del 2002 passò in Italia all'Inter, di cui vestì la maglia per tre stagioni: passò poi al Palmeiras in Brasile, nel luglio 2005. Nel 2007, tornò in patria per concludere la sua carriera calcistica e firmò per l'Olimpia. Si è ritirato al termine della stagione 2007.

### Nazionale
Gamarra partecipò ai Mondiali del 1998, dove il Paraguay fu eliminato dalla Francia negli ottavi di finale, giocando tutte e quattro le partite della sua squadra eliminata agli ottavi ai supplementari dalla Francia futura vincitrice del torneo. Visto il buon rendimento la FIFA lo inserì nella squadra All-Star dei Mondiali.
Ai Mondiali del 2002 il Paraguay fu eliminato ancora una volta negli ottavi e Gamarra giocò ogni minuto.
Nel torneo olimpico del 2004, Gamarra fu il capitano del Paraguay che vinse la medaglia d'argento, sconfitti in finale dall'Argentina per 1-0.
Il 5 giugno 2005 ha giocato la sua centesima gara in nazionale contro il Brasile, diventando il primo calciatore paraguaiano a raggiungere il seguente traguardo.
Ha lasciato la Nazionale dopo il campionato del mondo 2006, in cui ha realizzato l'autogol più veloce nella storia dei Mondiali: in Inghilterra-Paraguay deviò nella propria porta la punizione di David Beckham dopo soli tre minuti, decretando la sconfitta per 1-0 della sua squadra.

## Statistiche

### Presenze e reti nei club
| Stagione             | Squadra              | Campionato           | Campionato | Campionato | Coppe nazionali | Coppe nazionali | Coppe nazionali | Coppe continentali | Coppe continentali | Coppe continentali | Altre coppe | Altre coppe | Altre coppe | Totale | Totale |
| Stagione             | Squadra              | Comp                 | Pres       | Reti       | Comp            | Pres            | Reti            | Comp               | Pres               | Reti               | Comp        | Pres        | Reti        | Pres   | Reti   |
| -------------------- | -------------------- | -------------------- | ---------- | ---------- | --------------- | --------------- | --------------- | ------------------ | ------------------ | ------------------ | ----------- | ----------- | ----------- | ------ | ------ |
| 1991                 | Cerro Porteño        | DP                   | 23         | 0          | -               | -               | -               | CL                 | 5                  | 0                  | -           | -           | -           | 28     | 0      |
| gen.-giu. 1992       | Cerro Porteño        | DP                   | 12         | 2          | -               | -               | -               | CL                 | 10                 | 1                  | -           | -           | -           | 22     | 3      |
| lug.-dic. 1992       | Independiente        | PD                   | 8          | 0          | -               | -               | -               | -                  | -                  | -                  | SS          | ?           | ?           | 8+     | 0+     |
| 1993                 | Cerro Porteño        | DP                   | 15         | 0          | -               | -               | -               | CL                 | 6                  | 0                  | -           | -           | -           | 21     | 0      |
| 1994                 | Cerro Porteño        | DP                   | 24         | 1          | -               | -               | -               | CL                 | 6                  | 0                  | -           | -           | -           | 30     | 1      |
| gen.-giu. 1995       | Cerro Porteño        | DP                   | 10         | 1          | -               | -               | -               | CL                 | 7                  | 3                  | -           | -           | -           | 17     | 4      |
| Totale Cerro Porteño | Totale Cerro Porteño | Totale Cerro Porteño | 84         | 4          |                 | -               | -               |                    | 34                 | 4                  |             | -           | -           | 118    | 8      |
| lug.-dic. 1995       | Internacional        | A+A1/RS              | 17+?       | 0+?        | CB              | ?               | ?               | -                  | -                  | -                  | -           | -           | -           | 17+    | 0+     |
| 1996                 | Internacional        | A+A1/RS              | 22+?       | 2+?        | CB              | ?               | ?               | -                  | -                  | -                  | -           | -           | -           | 22+    | 2+     |
| gen.-giu. 1997       | Internacional        | A+A1/RS              | 20+?       | 3+?        | CB              | ?               | ?               | -                  | -                  | -                  | -           | -           | -           | 20+    | 3+     |
| Totale Internacional | Totale Internacional | Totale Internacional | 59+        | 5+         |                 | 0               | 0               |                    | -                  | -                  |             | -           | -           | 59+    | 5+     |
| ago.-dic. 1997       | Benfica              | PD                   | 13         | 0          | CP              | ?               | ?               | CU                 | 2                  | 0                  | -           | -           | -           | 15+    | 0+     |
| 1998                 | Corinthians          | A+A1/SP              | 31+?       | 3+?        | CB              | ?               | ?               | CM                 | ?                  | ?                  | RJ-SP       | ?           | ?           | 31+    | 3+     |
| 1999                 | Corinthians          | A+A1/SP              | 0+0        | 0          | CB              | 0               | 0               | CL                 | 9                  | 0                  | -           | -           | -           | 9      | 0      |
| Totale Corinthians   | Totale Corinthians   | Totale Corinthians   | 31+        | 3+         |                 | 0               | 0               |                    | 9                  | 0                  |             | 0           | 0           | 40+    | 3+     |
| 1999-2000            | Atlético Madrid      | PD                   | 32         | 0          | CR              | 5               | 0               | CU                 | 6                  | 1                  | -           | -           | -           | 43     | 1      |
| lug.-dic. 2000       | Flamengo             | CJH+A1/RJ            | 4+?        | 1+?        | CB              | 0               | 0               | CM                 | ?                  | ?                  | RJ-SP       | ?           | ?           | 4+     | 1+     |
| 2001-2002            | AEK Atene            | AE                   | 24         | 0          | CG              | 7               | 0               | CU                 | 8                  | 1                  | -           | -           | -           | 39     | 1      |
| 2002-2003            | Inter                | A                    | 14         | 0          | CI              | 2               | 0               | UCL                | 4                  | 0                  | -           | -           | -           | 20     | 0      |
| 2003-2004            | Inter                | A                    | 10         | 0          | CI              | 5               | 0               | UCL+CU             | 0+3                | 0                  | -           | -           | -           | 18     | 0      |
| 2004-2005            | Inter                | A                    | 3          | 0          | CI              | 3               | 0               | UCL                | 0                  | 0                  | -           | -           | -           | 6      | 0      |
| Totale Inter         | Totale Inter         | Totale Inter         | 27         | 0          |                 | 10              | 0               |                    | 7                  | 0                  |             | -           | -           | 44     | 0      |
| 2005                 | Palmeiras            | A+A1/SP              | 30+?       | 1+?        | CB              | 0               | 0               | CL                 | ?                  | ?                  | -           | -           | -           | 30+    | 1+     |
| 2006                 | Palmeiras            | A+A1/SP              | 3+?        | 1+?        | CB              | 0               | 0               | CL                 | 8                  | 1                  | -           | -           | -           | 11     | 2      |
| Totale Palmeiras     | Totale Palmeiras     | Totale Palmeiras     | 33+        | 2+         |                 | 0               | 0               |                    | 8                  | 1                  |             | -           | -           | 41+    | 3+     |
| 2007                 | Olimpia              | DP                   | 25         | 1          | -               | -               | -               | -                  | -                  | -                  | -           | -           | -           | 25     | 1      |
| Totale carriera      | Totale carriera      | Totale carriera      | 340+       | 16+        |                 | 22+             | 0+              |                    | 74+                | 7+                 |             | 0+          | 0+          | 436+   | 23+    |

### Cronologia presenze e reti in nazionale
| Cronologia completa delle presenze e delle reti in nazionale ― Paraguay | Cronologia completa delle presenze e delle reti in nazionale ― Paraguay | Cronologia completa delle presenze e delle reti in nazionale ― Paraguay | Cronologia completa delle presenze e delle reti in nazionale ― Paraguay | Cronologia completa delle presenze e delle reti in nazionale ― Paraguay | Cronologia completa delle presenze e delle reti in nazionale ― Paraguay | Cronologia completa delle presenze e delle reti in nazionale ― Paraguay | Cronologia completa delle presenze e delle reti in nazionale ― Paraguay |
| Data                                                                    | Città                                                                   | In casa                                                                 | Risultato                                                               | Ospiti                                                                  | Competizione                                                            | Reti                                                                    | Note                                                                    |
| ----------------------------------------------------------------------- | ----------------------------------------------------------------------- | ----------------------------------------------------------------------- | ----------------------------------------------------------------------- | ----------------------------------------------------------------------- | ----------------------------------------------------------------------- | ----------------------------------------------------------------------- | ----------------------------------------------------------------------- |
| 3-3-1993                                                                | Asunción                                                                | Paraguay                                                                | 1 – 0                                                                   | Bolivia                                                                 | Copa Paz del Chaco 1993                                                 | -                                                                       |                                                                         |
| 27-5-1993                                                               | Cochabamba                                                              | Bolivia                                                                 | 2 – 1 (5 – 3 dtr)                                                       | Paraguay                                                                | Copa Paz del Chaco 1993                                                 | -                                                                       |                                                                         |
| 10-6-1993                                                               | Città del Messico                                                       | Messico                                                                 | 3 – 1                                                                   | Paraguay                                                                | Amichevole                                                              | -                                                                       |                                                                         |
| 18-6-1993                                                               | Cuenca                                                                  | Paraguay                                                                | 1 – 0                                                                   | Cile                                                                    | Coppa America 1993 - 1º turno                                           | -                                                                       |                                                                         |
| 21-6-1993                                                               | Cuenca                                                                  | Paraguay                                                                | 1 – 1                                                                   | Perù                                                                    | Coppa America 1993 - 1º turno                                           | -                                                                       |                                                                         |
| 24-6-1993                                                               | Cuenca                                                                  | Brasile                                                                 | 3 – 0                                                                   | Paraguay                                                                | Coppa America 1993 - 1º turno                                           | -                                                                       | ?’                                                                      |
| 14-7-1993                                                               | Rio de Janeiro                                                          | Brasile                                                                 | 2 – 0                                                                   | Paraguay                                                                | Amichevole                                                              | -                                                                       | ?’                                                                      |
| 1-8-1993                                                                | Barranquilla                                                            | Colombia                                                                | 0 – 0                                                                   | Perù                                                                    | Qual. Mondiali 1994                                                     | -                                                                       | 74’                                                                     |
| 15-8-1993                                                               | Asunción                                                                | Paraguay                                                                | 2 – 1                                                                   | Perù                                                                    | Qual. Mondiali 1994                                                     | -                                                                       |                                                                         |
| 9-6-1995                                                                | Asunción                                                                | Paraguay                                                                | 0 – 0 (4 – 3 dtr)                                                       | Bolivia                                                                 | Copa Paz del Chaco 1995                                                 | -                                                                       |                                                                         |
| 14-6-1995                                                               | Rosario                                                                 | Argentina                                                               | 2 – 1                                                                   | Paraguay                                                                | Amichevole                                                              | -                                                                       |                                                                         |
| 17-6-1995                                                               | Iquique                                                                 | Paraguay                                                                | 0 – 0                                                                   | Turchia                                                                 | Copa Centenario                                                         | -                                                                       |                                                                         |
| 19-6-1995                                                               | La Serena                                                               | Cile                                                                    | 0 – 1                                                                   | Paraguay                                                                | Copa Centenario                                                         | -                                                                       | Cap.                                                                    |
| 22-6-1995                                                               | Santiago del Cile                                                       | Nuova Zelanda                                                           | 2 – 3                                                                   | Paraguay                                                                | Copa Centenario                                                         | -                                                                       | [ 6 ]                                                                   |
| 30-6-1995                                                               | Asunción                                                                | Paraguay                                                                | 1 – 0                                                                   | Ecuador                                                                 | Amichevole                                                              | -                                                                       |                                                                         |
| 6-7-1995                                                                | Maldonado                                                               | Paraguay                                                                | 2 – 1                                                                   | Messico                                                                 | Coppa America 1995 - 1º turno                                           | -                                                                       |                                                                         |
| 9-7-1995                                                                | Montevideo                                                              | Uruguay                                                                 | 1 – 0                                                                   | Paraguay                                                                | Coppa America 1995 - 1º turno                                           | -                                                                       | Cap.                                                                    |
| 12-7-1995                                                               | Maldonado                                                               | Venezuela                                                               | 2 – 3                                                                   | Paraguay                                                                | Coppa America 1995 - 1º turno                                           | 1                                                                       |                                                                         |
| 16-7-1995                                                               | Montevideo                                                              | Colombia                                                                | 1 – 1 (5 – 4 dtr)                                                       | Paraguay                                                                | Coppa America 1995 - Quarti di finale                                   | -                                                                       |                                                                         |
| 14-2-1996                                                               | Sucre                                                                   | Bolivia                                                                 | 4 – 1                                                                   | Paraguay                                                                | Amichevole                                                              | -                                                                       |                                                                         |
| 21-4-1996                                                               | Asunción                                                                | Paraguay                                                                | 3 – 0                                                                   | Bosnia ed Erzegovina                                                    | Amichevole                                                              | 1                                                                       |                                                                         |
| 24-4-1996                                                               | Barranquilla                                                            | Colombia                                                                | 1 – 0                                                                   | Paraguay                                                                | Qual. Mondiali 1998                                                     | -                                                                       |                                                                         |
| 2-6-1996                                                                | Montevideo                                                              | Uruguay                                                                 | 0 – 2                                                                   | Paraguay                                                                | Qual. Mondiali 1998                                                     | -                                                                       |                                                                         |
| 25-6-1996                                                               | Asunción                                                                | Paraguay                                                                | 1 – 2                                                                   | Armenia                                                                 | Amichevole                                                              | -                                                                       |                                                                         |
| 1-9-1996                                                                | Buenos Aires                                                            | Argentina                                                               | 1 – 1                                                                   | Paraguay                                                                | Qual. Mondiali 1998                                                     | -                                                                       |                                                                         |
| 9-10-1996                                                               | Asunción                                                                | Paraguay                                                                | 2 – 1                                                                   | Cile                                                                    | Qual. Mondiali 1998                                                     | 1                                                                       |                                                                         |
| 10-11-1996                                                              | Asunción                                                                | Paraguay                                                                | 1 – 0                                                                   | Ecuador                                                                 | Qual. Mondiali 1998                                                     | -                                                                       |                                                                         |
| 6-1-1997                                                                | Asunción                                                                | Paraguay                                                                | 2 – 0                                                                   | Armenia                                                                 | Amichevole                                                              | 1                                                                       |                                                                         |
| 12-1-1997                                                               | Merida                                                                  | Venezuela                                                               | 0 – 2                                                                   | Paraguay                                                                | Qual. Mondiali 1998                                                     | -                                                                       |                                                                         |
| 12-2-1997                                                               | Asunción                                                                | Paraguay                                                                | 2 – 1                                                                   | Perù                                                                    | Qual. Mondiali 1998                                                     | -                                                                       |                                                                         |
| 2-4-1997                                                                | Asunción                                                                | Paraguay                                                                | 2 – 1                                                                   | Colombia                                                                | Qual. Mondiali 1998                                                     | -                                                                       |                                                                         |
| 30-4-1997                                                               | Asunción                                                                | Paraguay                                                                | 3 – 1                                                                   | Uruguay                                                                 | Qual. Mondiali 1998                                                     | -                                                                       |                                                                         |
| 11-6-1997                                                               | Cochabamba                                                              | Paraguay                                                                | 1 – 0                                                                   | Cile                                                                    | Coppa America 1997 - 1º turno                                           | -                                                                       |                                                                         |
| 14-6-1997                                                               | Cochabamba                                                              | Paraguay                                                                | 2 – 0                                                                   | Ecuador                                                                 | Coppa America 1997 - 1º turno                                           | -                                                                       | ?’                                                                      |
| 17-6-1997                                                               | Cochabamba                                                              | Argentina                                                               | 1 – 1                                                                   | Paraguay                                                                | Coppa America 1997 - 1º turno                                           | -                                                                       |                                                                         |
| 22-6-1997                                                               | Santa Cruz de la Sierra                                                 | Brasile                                                                 | 2 – 0                                                                   | Paraguay                                                                | Coppa America 1997 - Quarti di finale                                   | -                                                                       | ?’                                                                      |
| 6-7-1997                                                                | Asunción                                                                | Paraguay                                                                | 1 – 2                                                                   | Argentina                                                               | Qual. Mondiali 1998                                                     | -                                                                       | Cap.                                                                    |
| 20-7-1997                                                               | Santiago del Cile                                                       | Cile                                                                    | 2 – 1                                                                   | Paraguay                                                                | Qual. Mondiali 1998                                                     | -                                                                       | Cap.                                                                    |
| 20-8-1997                                                               | Quito                                                                   | Ecuador                                                                 | 2 – 1                                                                   | Paraguay                                                                | Qual. Mondiali 1998                                                     | -                                                                       |                                                                         |
| 10-9-1997                                                               | Asunción                                                                | Paraguay                                                                | 2 – 1                                                                   | Bolivia                                                                 | Qual. Mondiali 1998                                                     | 1                                                                       |                                                                         |
| 12-10-1997                                                              | Asunción                                                                | Paraguay                                                                | 1 – 0                                                                   | Venezuela                                                               | Qual. Mondiali 1998                                                     | -                                                                       |                                                                         |
| 16-11-1997                                                              | Lima                                                                    | Perù                                                                    | 1 – 0                                                                   | Paraguay                                                                | Qual. Mondiali 1998                                                     | -                                                                       |                                                                         |
| 8-2-1998                                                                | Asunción                                                                | Paraguay                                                                | 4 – 0                                                                   | Polonia                                                                 | Amichevole                                                              | -                                                                       |                                                                         |
| 14-3-1998                                                               | San Diego                                                               | Stati Uniti                                                             | 2 – 2                                                                   | Paraguay                                                                | Amichevole                                                              | -                                                                       |                                                                         |
| 18-3-1998                                                               | Città del Messico                                                       | Messico                                                                 | 1 – 1                                                                   | Paraguay                                                                | Amichevole                                                              | -                                                                       |                                                                         |
| 22-4-1998                                                               | Parma                                                                   | Italia                                                                  | 3 – 1                                                                   | Paraguay                                                                | Amichevole                                                              | -                                                                       |                                                                         |
| 17-5-1998                                                               | Tokyo                                                                   | Giappone                                                                | 1 – 1                                                                   | Paraguay                                                                | Amichevole                                                              | -                                                                       | 46’                                                                     |
| 21-5-1998                                                               | Kōbe                                                                    | Rep. Ceca                                                               | 1 – 0                                                                   | Paraguay                                                                | Amichevole                                                              | -                                                                       |                                                                         |
| 1-6-1998                                                                | Eindhoven                                                               | Paesi Bassi                                                             | 5 – 1                                                                   | Paraguay                                                                | Amichevole                                                              | -                                                                       |                                                                         |
| 3-6-1998                                                                | Bucarest                                                                | Romania                                                                 | 3 – 2                                                                   | Paraguay                                                                | Amichevole                                                              | -                                                                       |                                                                         |
| 6-6-1998                                                                | Bruxelles                                                               | Belgio                                                                  | 1 – 0                                                                   | Paraguay                                                                | Amichevole                                                              | -                                                                       | Cap.                                                                    |
| 12-6-1998                                                               | Montpellier                                                             | Paraguay                                                                | 0 – 0                                                                   | Bulgaria                                                                | Mondiali 1998 - 1º turno                                                | -                                                                       |                                                                         |
| 19-6-1998                                                               | Saint-Étienne                                                           | Paraguay                                                                | 0 – 0                                                                   | Spagna                                                                  | Mondiali 1998 - 1º turno                                                | -                                                                       |                                                                         |
| 24-6-1998                                                               | Tolosa                                                                  | Nigeria                                                                 | 1 – 3                                                                   | Paraguay                                                                | Mondiali 1998 - 1º turno                                                | -                                                                       |                                                                         |
| 28-6-1998                                                               | Lens                                                                    | Francia                                                                 | 1 – 0 gg                                                                | Paraguay                                                                | Mondiali 1998 - Ottavi di finale                                        | -                                                                       |                                                                         |
| 29-6-1999                                                               | Asunción                                                                | Paraguay                                                                | 0 – 0                                                                   | Bolivia                                                                 | Coppa America 1999 - 1º turno                                           | -                                                                       |                                                                         |
| 2-7-1999                                                                | Asunción                                                                | Paraguay                                                                | 4 – 0                                                                   | Giappone                                                                | Coppa America 1999 - 1º turno                                           | -                                                                       |                                                                         |
| 5-7-1999                                                                | Pedro Juan Caballero                                                    | Paraguay                                                                | 1 – 0                                                                   | Perù                                                                    | Coppa America 1999 - 1º turno                                           | -                                                                       |                                                                         |
| 10-7-1999                                                               | Asunción                                                                | Paraguay                                                                | 1 – 1 (5 – 3 dtr)                                                       | Uruguay                                                                 | Coppa America 1999 - Quarti di finale                                   | -                                                                       |                                                                         |
| 29-3-2000                                                               | Lima                                                                    | Perù                                                                    | 2 – 0                                                                   | Paraguay                                                                | Qual. Mondiali 2002                                                     | -                                                                       |                                                                         |
| 26-4-2000                                                               | Asunción                                                                | Paraguay                                                                | 1 – 0                                                                   | Uruguay                                                                 | Qual. Mondiali 2002                                                     | -                                                                       |                                                                         |
| 3-6-2000                                                                | Asunción                                                                | Paraguay                                                                | 3 – 1                                                                   | Ecuador                                                                 | Qual. Mondiali 2002                                                     | -                                                                       |                                                                         |
| 21-6-2000                                                               | Ciudad del Este                                                         | Paraguay                                                                | 1 – 0                                                                   | Costa Rica                                                              | Amichevole                                                              | -                                                                       |                                                                         |
| 18-7-2000                                                               | Asunción                                                                | Paraguay                                                                | 2 – 1                                                                   | Brasile                                                                 | Qual. Mondiali 2002                                                     | -                                                                       |                                                                         |
| 27-7-2000                                                               | La Paz                                                                  | Bolivia                                                                 | 0 – 0                                                                   | Paraguay                                                                | Qual. Mondiali 2002                                                     | -                                                                       |                                                                         |
| 16-8-2000                                                               | Buenos Aires                                                            | Argentina                                                               | 1 – 1                                                                   | Paraguay                                                                | Qual. Mondiali 2002                                                     | -                                                                       | Cap.                                                                    |
| 2-9-2000                                                                | Asunción                                                                | Paraguay                                                                | 3 – 0                                                                   | Venezuela                                                               | Qual. Mondiali 2002                                                     | -                                                                       | 21’                                                                     |
| 28-3-2001                                                               | Montevideo                                                              | Uruguay                                                                 | 0 – 1                                                                   | Paraguay                                                                | Qual. Mondiali 2002                                                     | -                                                                       |                                                                         |
| 24-4-2001                                                               | Quito                                                                   | Ecuador                                                                 | 2 – 1                                                                   | Paraguay                                                                | Qual. Mondiali 2002                                                     | -                                                                       |                                                                         |
| 5-9-2001                                                                | Asunción                                                                | Paraguay                                                                | 5 – 1                                                                   | Bolivia                                                                 | Qual. Mondiali 2002                                                     | -                                                                       |                                                                         |
| 7-10-2001                                                               | Asunción                                                                | Paraguay                                                                | 2 – 2                                                                   | Argentina                                                               | Qual. Mondiali 2002                                                     | -                                                                       |                                                                         |
| 8-11-2001                                                               | San Cristóbal                                                           | Venezuela                                                               | 3 – 1                                                                   | Paraguay                                                                | Qual. Mondiali 2002                                                     | -                                                                       |                                                                         |
| 14-11-2001                                                              | Asunción                                                                | Paraguay                                                                | 0 – 4                                                                   | Colombia                                                                | Qual. Mondiali 2002                                                     | -                                                                       |                                                                         |
| 13-2-2002                                                               | Asunción                                                                | Paraguay                                                                | 2 – 2                                                                   | Bolivia                                                                 | Amichevole                                                              | -                                                                       | 75’                                                                     |
| 26-3-2002                                                               | Londra                                                                  | Nigeria                                                                 | 1 – 1                                                                   | Paraguay                                                                | Amichevole                                                              | 1                                                                       |                                                                         |
| 17-4-2002                                                               | Birmingham                                                              | Inghilterra                                                             | 4 – 0                                                                   | Paraguay                                                                | Amichevole                                                              | -                                                                       | Cap. 81’                                                                |
| 17-5-2002                                                               | Stoccolma                                                               | Svezia                                                                  | 1 – 2                                                                   | Paraguay                                                                | Amichevole                                                              | -                                                                       |                                                                         |
| 2-6-2002                                                                | Pusan                                                                   | Paraguay                                                                | 2 – 2                                                                   | Sudafrica                                                               | Mondiali 2002 - 1º turno                                                | -                                                                       |                                                                         |
| 7-6-2002                                                                | Jeonju                                                                  | Spagna                                                                  | 3 – 1                                                                   | Paraguay                                                                | Mondiali 2002 - 1º turno                                                | -                                                                       |                                                                         |
| 12-6-2002                                                               | Seogwipo                                                                | Slovenia                                                                | 1 – 3                                                                   | Paraguay                                                                | Mondiali 2002 - 1º turno                                                | -                                                                       |                                                                         |
| 15-6-2002                                                               | Seogwipo                                                                | Germania                                                                | 1 – 0                                                                   | Paraguay                                                                | Mondiali 2002 - Ottavi di finale                                        | -                                                                       |                                                                         |
| 16-10-2002                                                              | Logroño                                                                 | Spagna                                                                  | 0 – 0                                                                   | Paraguay                                                                | Amichevole                                                              | -                                                                       |                                                                         |
| 6-6-2003                                                                | Braga                                                                   | Portogallo                                                              | 0 – 0                                                                   | Paraguay                                                                | Amichevole                                                              | -                                                                       |                                                                         |
| 20-8-2003                                                               | Panama                                                                  | Panama                                                                  | 1 – 2                                                                   | Paraguay                                                                | Amichevole                                                              | 1                                                                       | 39’                                                                     |
| 6-9-2003                                                                | Lima                                                                    | Perù                                                                    | 4 – 1                                                                   | Paraguay                                                                | Qual. Mondiali 2006                                                     | 1                                                                       |                                                                         |
| 10-9-2003                                                               | Asunción                                                                | Paraguay                                                                | 4 – 1                                                                   | Uruguay                                                                 | Qual. Mondiali 2006                                                     | -                                                                       |                                                                         |
| 15-11-2003                                                              | Asunción                                                                | Paraguay                                                                | 2 – 1                                                                   | Ecuador                                                                 | Qual. Mondiali 2006                                                     | -                                                                       |                                                                         |
| 18-11-2003                                                              | Santiago del Cile                                                       | Cile                                                                    | 0 – 1                                                                   | Paraguay                                                                | Qual. Mondiali 2006                                                     | -                                                                       | Cap.                                                                    |
| 31-3-2004                                                               | Asunción                                                                | Paraguay                                                                | 0 – 0                                                                   | Brasile                                                                 | Qual. Mondiali 2006                                                     | -                                                                       | Cap.                                                                    |
| 1-6-2004                                                                | La Paz                                                                  | Bolivia                                                                 | 2 – 1                                                                   | Paraguay                                                                | Qual. Mondiali 2006                                                     | -                                                                       |                                                                         |
| 6-6-2004                                                                | Buenos Aires                                                            | Argentina                                                               | 0 – 0                                                                   | Paraguay                                                                | Qual. Mondiali 2006                                                     | -                                                                       | Cap. 11’                                                                |
| 8-7-2004                                                                | Arequipa                                                                | Costa Rica                                                              | 0 – 1                                                                   | Paraguay                                                                | Coppa America 2004 - 1º turno                                           | -                                                                       |                                                                         |
| 11-7-2004                                                               | Arequipa                                                                | Cile                                                                    | 1 – 1                                                                   | Paraguay                                                                | Coppa America 2004 - 1º turno                                           | -                                                                       | Cap.                                                                    |
| 14-7-2004                                                               | Arequipa                                                                | Brasile                                                                 | 1 – 2                                                                   | Paraguay                                                                | Coppa America 2004 - 1º turno                                           | -                                                                       |                                                                         |
| 18-7-2004                                                               | Tacna                                                                   | Paraguay                                                                | 1 – 3                                                                   | Uruguay                                                                 | Coppa America 2004 - Quarti di finale                                   | 1                                                                       |                                                                         |
| 5-9-2004                                                                | Asunción                                                                | Paraguay                                                                | 1 – 0                                                                   | Venezuela                                                               | Qual. Mondiali 2006                                                     | 1                                                                       | 83’                                                                     |
| 17-11-2004                                                              | Montevideo                                                              | Uruguay                                                                 | 1 – 0                                                                   | Paraguay                                                                | Qual. Mondiali 2006                                                     | -                                                                       |                                                                         |
| 27-3-2005                                                               | Quito                                                                   | Ecuador                                                                 | 5 – 2                                                                   | Paraguay                                                                | Qual. Mondiali 2006                                                     | -                                                                       |                                                                         |
| 30-3-2005                                                               | Montevideo                                                              | Paraguay                                                                | 2 – 1                                                                   | Cile                                                                    | Qual. Mondiali 2006                                                     | -                                                                       | Cap.                                                                    |
| 5-6-2005                                                                | Porto Alegre                                                            | Brasile                                                                 | 4 – 1                                                                   | Paraguay                                                                | Qual. Mondiali 2006                                                     | -                                                                       | [ 7 ]                                                                   |
| 8-6-2005                                                                | Asunción                                                                | Paraguay                                                                | 4 – 1                                                                   | Bolivia                                                                 | Qual. Mondiali 2006                                                     | 1                                                                       |                                                                         |
| 17-8-2005                                                               | Ciudad del Este                                                         | Paraguay                                                                | 3 – 0                                                                   | El Salvador                                                             | Amichevole                                                              | -                                                                       | 60’                                                                     |
| 3-9-2005                                                                | Asunción                                                                | Paraguay                                                                | 0 – 0                                                                   | Argentina                                                               | Qual. Mondiali 2006                                                     | -                                                                       | Cap.                                                                    |
| 8-10-2005                                                               | Maracaibo                                                               | Venezuela                                                               | 0 – 1                                                                   | Paraguay                                                                | Qual. Mondiali 2006                                                     | -                                                                       | Cap.                                                                    |
| 24-5-2006                                                               | Oslo                                                                    | Norvegia                                                                | 2 – 2                                                                   | Paraguay                                                                | Amichevole                                                              | 1                                                                       | Cap.                                                                    |
| 31-5-2006                                                               | Dornbirn                                                                | Paraguay                                                                | 1 – 0                                                                   | Georgia                                                                 | Amichevole                                                              | -                                                                       | Cap.                                                                    |
| 10-6-2006                                                               | Francoforte sul Meno                                                    | Inghilterra                                                             | 1 – 0                                                                   | Paraguay                                                                | Mondiali 2006 - 1º turno                                                | -                                                                       | Cap.                                                                    |
| 15-6-2006                                                               | Berlino                                                                 | Svezia                                                                  | 1 – 0                                                                   | Paraguay                                                                | Mondiali 2006 - 1º turno                                                | -                                                                       | Cap.                                                                    |
| 20-6-2006                                                               | Kaiserslautern                                                          | Paraguay                                                                | 2 – 0                                                                   | Trinidad e Tobago                                                       | Mondiali 2006 - 1º turno                                                | -                                                                       | Cap.                                                                    |
| 7-10-2006                                                               | Brisbane                                                                | Australia                                                               | 1 – 1                                                                   | Paraguay                                                                | Amichevole                                                              | -                                                                       | Cap. 64’                                                                |
| Totale                                                                  |                                                                         | Presenze (4º posto)                                                     | 110                                                                     |                                                                         | Reti                                                                    | 12                                                                      |                                                                         |

## Palmarès

### Club

#### Competizioni statali
- Campionato Gaúcho: 1

Internacional: 1997
- Campionato paulista: 1

Corinthians: 1999
- Campionato Carioca: 1

Flamengo: 2001
- Copa dos Campeões: 1

Flamengo: 2001

#### Competizioni nazionali
- Campionato paraguaiano: 1

Cerro Porteño: 1992
- Campionato brasiliano: 1

Corinthians: 1998
- Coppa di Grecia: 1

AEK Atene: 2001-2002
- Coppa Italia: 1

Inter: 2004-2005

### Nazionale
- Argento olimpico: 1

Atene 2004

### Individuale
- Equipo Ideal de América: 5

1995, 1996, 1998, 2000, 2005
- Bola de Prata: 4

1995, 1996, 1998, 2005
- Calciatore paraguaiano dell'anno: 2

1997, 1998
- All-Star Team dei Mondiali: 1

1998
- Prêmio Craque do Brasileirão: 1

2005